# Municipio de Smith (condado de Saline)
El municipio de Smith (en inglés: Smith Township) es un municipio ubicado en el condado de Saline en el estado estadounidense de Arkansas. En el año 2010 tenía una población de 1873 habitantes y una densidad poblacional de 24,4 personas por km².

## Geografía
El municipio de Smith se encuentra ubicado en las coordenadas 34°29′15″N 92°26′51″O / 34.48750, -92.44750. Según la Oficina del Censo de los Estados Unidos, el municipio tiene una superficie total de 76.78 km², de la cual 75,75 km² corresponden a tierra firme y (1,33 %) 1,02 km² es agua.

## Demografía
Según el censo de 2010, había 1873 personas residiendo en el municipio de Smith. La densidad de población era de 24,4 hab./km². De los 1873 habitantes, el municipio de Smith estaba compuesto por el 96,1 % blancos, el 0,59 % eran afroamericanos, el 0,16 % eran amerindios, el 0,05 % eran asiáticos, el 1,71 % eran de otras razas y el 1,39 % eran de una mezcla de razas. Del total de la población el 4,27 % eran hispanos o latinos de cualquier raza.